# I Was Me
《I Was Me》是美國組合謎幻樂團的公益單曲。

## 背景
2015年10月12日，《I Was Me》為One4項目，發行於iTunes Store平臺，所有收益全部捐給了聯合國難民署，以支持逃離的難民，特別是在中東。主場丹·雷诺兹于2015年10月24日發表了一篇關於網誌平臺Medium危機的社论对页版。

## 排行榜
| 排行榜（2015年）                          | 最高 排位 |
| ----------------------------------------- | --------- |
| 比利时佛兰德（Ultratip榜外單曲榜）        | 77        |
| 比利时瓦隆（Ultratip榜外單曲榜）          | 45        |
| 法国（法國唱片出版業公會單曲榜）          | 82        |
| 匈牙利（四十強單曲榜）                    | 15        |
| 西班牙（西班牙音樂製作協會）              | 30        |
| 美國（《告示牌》Billboard Digital Songs） | 46        |
| 美國（《告示牌》Alternative Airplay）     | 16        |
| 美國（《告示牌》Hot Rock Songs）          | 17        |